# 東野憲照
東野 憲照（あずまの のりあき、1981年4月9日 - ）は、日本の元ラグビー選手。

## プロフィール
- 鹿児島県出身。
- ポジションはプロップ(PR)。
- 身長 182cm、体重 110kg
- U19日本代表に選ばれたことがある[1]。

## 来歴
中学2年生からラグビーを始めた。
2000年、桐蔭学園高校卒業後、早稲田大学に入る。なお桐蔭学園高校時代、主将をつとめたことがある。
2004年、早稲田大学卒業後、サントリーサンゴリアスに加入。
2006年9月3日に行われたジャパンラグビートップリーグ第1節の神戸製鋼コベルコスティーラーズ戦に途中出場で公式戦初出場を果たす。
2008年、現役を引退した。